# Мартенс, Морис
Морис Мартенс (нидерл. Maurice Martens; 5 июня 1947, Алст) — бельгийский футболист, защитник.
Единственный игрок сборная Бельгии, выигравший 2 медали на Чемпионатах Европы по футболу.

## Карьера

### Клубная
Морис Мартенс родился в бельгийском Алсте и там же начал играть в местном футбольном клубе. В 1964 году он подписал первый профессиональный контракт с этой командой, однако за полтора сезона, проведённые там, команда не смогла ничего выиграть.
После этого Мартенс перешёл в «Андерлехт». С этой командой он первые два сезона становится двукратным чемпионом Бельгии.
В 1971 году Морис присоединяется к «Роял Расинг Вайт», который уже через два переформировывается и получается нынешнее название. Здесь в общей сложности он проводит двенадцать сезонов, в одном из которых он побеждает в чемпионате Бельгии. По итогам этого победного сезона он будет признан футболистом года Бельгии.

### Сборная
Морис Мартенс сыграл за сборную Бельгии более 20 матчей. Он был в составе команды на двух чемпионатах Европы, а также на одном чемпионате мира.

## Достижения
«Андерлехт»
- Чемпион Бельгии: 1966/67, 1967/68

 «Моленбек»
- Чемпион Бельгии: 1974/75